# Goudomp
Goudomp är en stad och kommun vid Casamancefloden i sydvästra Senegal. Den ligger i regionen Sédhiou och har cirka 16 000 invånare.